# Giacomo Bazzan
Giacomo Bazzan (Vescovana, 13 de janeiro de 1950 – 24 de dezembro de 2019) foi um ciclista italiano que competiu na prova de perseguição por equipes nos Jogos Olímpicos de Munique 1972 pela sua nação. Também participou no Tour de France 1975. Morreu no dia 24 de dezembro de 2019, aos 69 anos.